# Instituto San Isidro

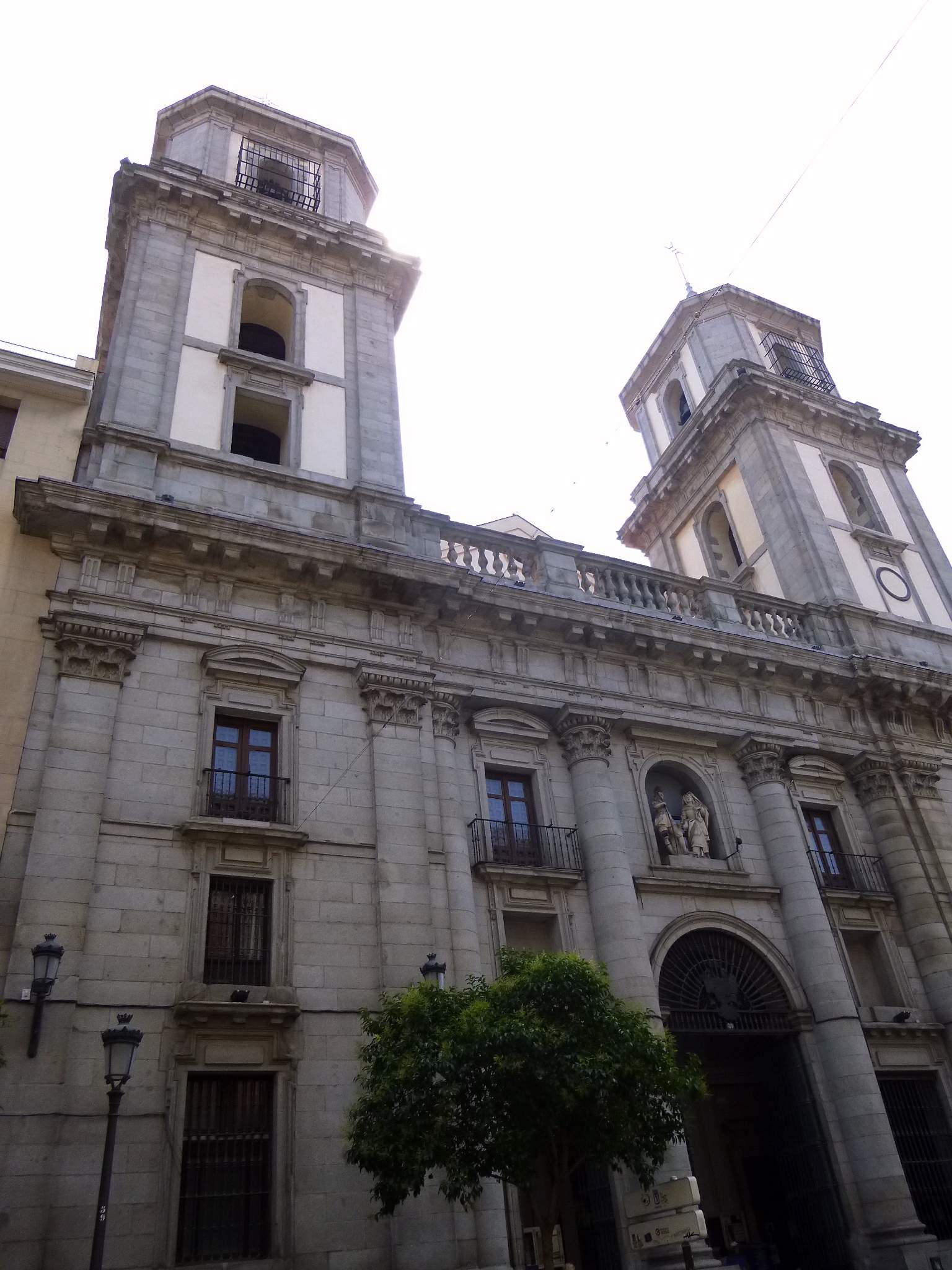
La Collegiata di San Isidro

L'Instituto de Enseñanza Secundaria San Isidro, in passato Colegio Imperial de Madrid e poi Reales Estudios de San Isidro, è una scuola secondaria pubblica, dipendente dalla Comunidad de Madrid. Attualmente l'insegnamento è bilingue, in inglese e francese.
San Isidro è considerato il liceo più antico della Spagna e uno dei più antichi del mondo.

## Storia
La fondazione dell'istituto si deve alla decisione di Filippo II di trasferire la corte a Madrid e di fare di questa città la capitale stabile del regno, nel 1561. San Francesco Saverio, allora generale della Compagnia di Gesù, ritenne necessario fondare un collegio nella nuova capitale del regno. Era importante trovarsi nella cerchia del re e della corte, e d'altra parte la nuova capitale non poteva vantare una struttura educativa come quella che si progettava. Così nel 1566 i Gesuiti fondarono un piccolo collegio vicino a dove sarebbe sorta la Plaza Mayor.
In effetti il municipio di Madrid (l'Ayuntamiento) non voleva concedere l'autorizzare ad aprire la nuova scuola, in quanto in città era già presente un'istituzione scolastica, gli Estudios de la Villa, dipendenti dal consiglio cittadino e fondati nel 1346. La nuova scuola avrebbe fatto chiaramente concorrenza all'Estudio de la Villa. Alla fine la potenza dei Gesuiti vinse e l'Ayuntamiento diede l'autorizzazione. Pochi anni dopo l'Estudio de la Villa sarebbe stato assorbito dal collegio dei Gesuiti.
Alla morte dell'imperatrice Maria di Spagna, nel 1603, la scuola crebbe d'importanza grazie al suo lascito testamentario; e inoltre per questo motivo nel 1609 il collegio ottenne il titolo di "Imperiale" e prese il nome di Colegio Imperial de Madrid.
La fama e l'importanza del collegio aumentavano sempre più e anche la Corona intervenne in merito. Il progetto del conte-duca di Olivares era di trasformare il collegio in un'università. Infatti, Madrid, divenuta capitale, aveva bisogno di ospitare un'università per non dipendere dalle vicine sedi di Alcalá de Henares e Salamanca. 

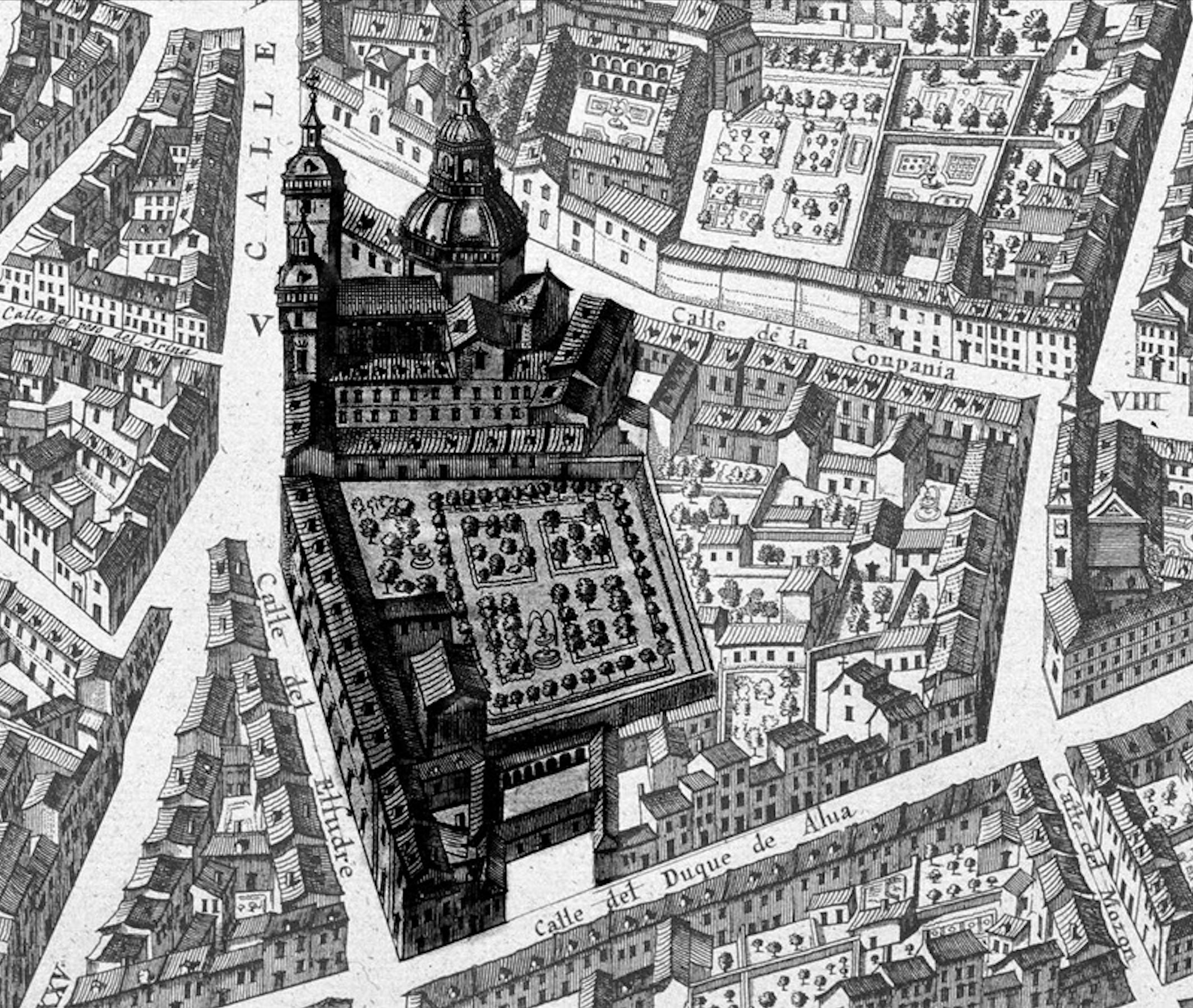
Incisione del Collegio nel Seicento

Questo disegno scatenò una forte resistenza guidata dalle università di Salamanca e Alcalá contro la creazione della nuova università di Madrid, dove aveva la sede e da dove proveniva la maggioranza dei loro studenti. La lotta fu così dura che alla fine il re Filippo IV fondò gli Estudios Reales de San Isidro, nel 1625, con carattere di scuole superiori ma privi del diritto di conferire gradi accademici. Conseguentemente, molti studenti iniziavano gli studi nel collegio, però successivamente si trasferivano alle università per completare gli studi superiori, come fecero, ad esempio, Lope de Vega e Quevedo.
Nel 1725 Filippo V, a imitazione del Lycée Louis-le-Grand di Parigi, fondò all'interno del Colegio Imperial un Real Seminario de Nobles, nel quale un numero ridotto di nobili avrebbe potuto seguire l'intero corso di studi, dalla grammatica fino alle lingue classiche e moderne, o alla religione, alla filosofia, alla legge o alle scienze.
Nel 1845 la scuola prese il nome attuale di Instituto de San Isidro.
Molti ex-alunni parteciparono alla Guerra Civile Spagnola, la maggior parte schierandosi con i nazionalisti, con circa 203 caduti. Inoltre, 12 ex-alunni della 250.Infanterie-Division morirono combattendo sul Fronte orientale durante la seconda guerra mondiale.
Dopo la Guerra Civile Spagnola gran parte del corpo docente dell'istituto venne epurato, come avvenne in generale nel settore educativo spagnolo. 
La svolta arrivò alla fine degli anni sessanta, quando venne approvata una ristrutturazione, che eliminò le antiche aule e costruì un edificio nuovo, conservando del vecchio la facciata, il chiostro e lo scalone.
La riforma scolastica spagnola del 1990 rinnovò i programmi scolastici, introducendo l'insegnamento delle nuove tecnologie e delle lingue, senza emarginare la tradizione dell'educazione classica.

## La sede
Dell'edificio attuale hanno valore storico il chiostro barocco (1672), lo scalone anch'esso barocco e un'elegante cappella (1723). Lo scalone è stato adibito a piccolo museo dedicato alla scienza e all'educazione.
La biblioteca attuale, progettata da Ventura de la Vega, vanta un fondo antico con testi importanti. Mentre al piano inferiore è situato il museo antico, in cui è ricostruita una classe dell'istituto, e sono conservate decine di animali imbalsamati.